# Giacomo Nani (sommergibile 1919)
Il Giacomo Nani è stato un sommergibile della Regia Marina.

## Storia
Entrò in servizio solo nell'agosto 1919, diversi mesi dopo la fine del primo conflitto mondiale. 
L'addestramento si protrasse per parecchio tempo, avendo termine solo il 10 maggio 1920, quando il Nani divenne operativo.
Il 1º aprile 1924 il sommergibile fu dislocato a La Spezia, inquadrato nella I Squadriglia Sommergibili. Nel corso dello stesso anno svolse un viaggio di addestramento nel Tirreno settentrionale.
Il 1º marzo 1927 fu assegnato alla I Squadriglia della I Flottiglia della Divisione Sommergibili.
Impiegato nell'addestramento dal 1927 al 1930 (svolse crociere addestrative nel 1927, 1928, 1929, 1930), fu poi disarmato a La Spezia in quanto ormai superato.
Radiato il 1º agosto 1935, fu avviato alla demolizione.